# Emerica
Emerica är ett amerikanskt företag som tillverkar och marknadsför skateboardskor. 
Emerica är en hopsättning av orden Etnies och America. När företaget Etnies skulle lansera sina skor i USA bytte de namn där. Etnies är med Vans ett av de främsta skomärkena. Båda är från början inriktade och skapade för skateboardåkning, men har på senare tid även uppkomit i allmänna modeaffärer och blivit s.k. mainstream.
Som alla andra stora skateboardmärke har Emerica ett team, bestående av bl.a. Ed Tempelton, Andrew Reynolds, Kevin 'Spanky' Long, Leo Romero, Heath Kirchart, Aaron Suski, Braydon Szafranski, Bryan Herman och Jerry Hsu.
Amatörer för Emerica är Justin Figueroa, Theotis Beasley, Brandon Westgate, Colin Provost och David Loy